# Küstenwache des Bundes
La Küstenwache des Bundes (in italiano: guardia costiera federale tedesca) è l'organismo cui compete la salvaguardia della vita umana ed il coordinamento di ricerca e salvataggio (SAR) in mare nonché la gestione amministrativa, la sicurezza della navigazione, la difesa delle acque territoriali e della zona economica esclusiva.

La Küstenwache des Bundes dispone delle seguenti navi:
| Nave               | Identificatore | Porto di posizione                             | lunghezza | Messa in servizio |
| ------------------ | -------------- | ---------------------------------------------- | --------- | ----------------- |
| Bad Bramstedt      | BP 24 DBGX     | Neustadt in Holstein                           | 66        | 2002              |
| Bayreuth           | BP 25 DBGY     | Neustadt in Holstein                           | 66        | 2003              |
| Eschwege           | BP 26 DBGZ     | Neustadt in Holstein (dal 04/2024 nave scuola) | 66        | 2003              |
| Potsdam            | BP 81 DBBM     | Cuxhaven                                       | 86        | 2019              |
| Bamberg            | BP 82 DBBO     | Rostock                                        | 86        | 2019              |
| Bad Düben          | BP 83 DBBP     | Cuxhaven                                       | 86        | 2019              |
| Neustadt           | BP 84 DBIF     | Rostock                                        | 86        | 2023              |
| Schleswig-Holstein | DLVB           | Büsum                                          | 38        | 1988              |
| Helgoland          | DBHA           | Cuxhaven                                       | 49        | 2009              |
| Borkum             | DBHD           | Cuxhaven                                       | 49        | 2010              |
| Seeadler           | DBFC           | Rostock                                        | 72        | 2000              |
| Seefalke           | DBFI           | Cuxhaven                                       | 73        | 2008              |
| Meerkatze          | DBFX           | Cuxhaven                                       | 73        | 2009              |
| Scharhörn          | DGOQ           | Kiel                                           | 56        | 1974              |
| Mellum             | DBPG           | Wilhelmshaven                                  | 80        | 1984              |
| Neuwerk            | DBJM           | Cuxhaven                                       | 79        | 1998              |
| Arkona             | DBBU           | Stralsund                                      | 69        | 2005              |

## Galleria d'immagini

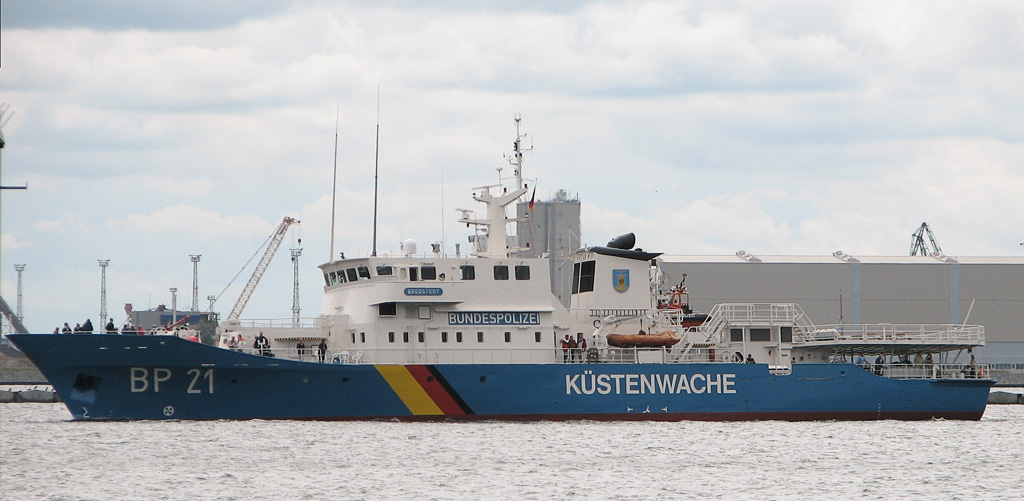
Bredstedt (BP 21)
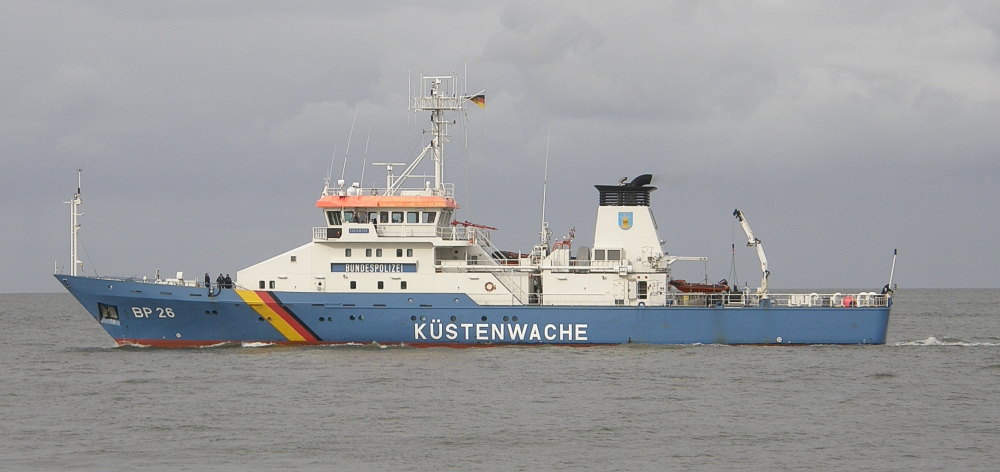
Eschwede (BP 26)
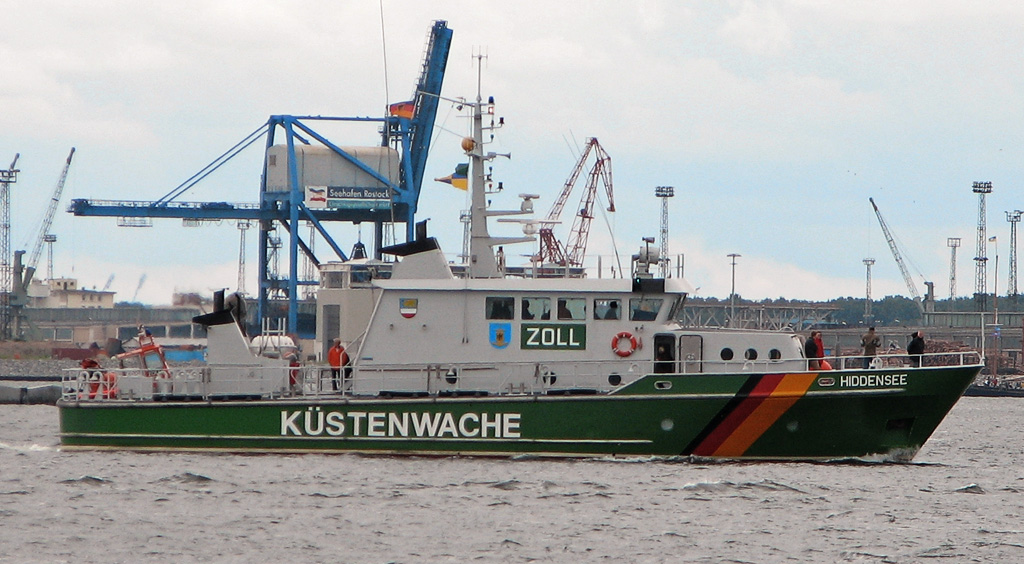
MS Hiddensee
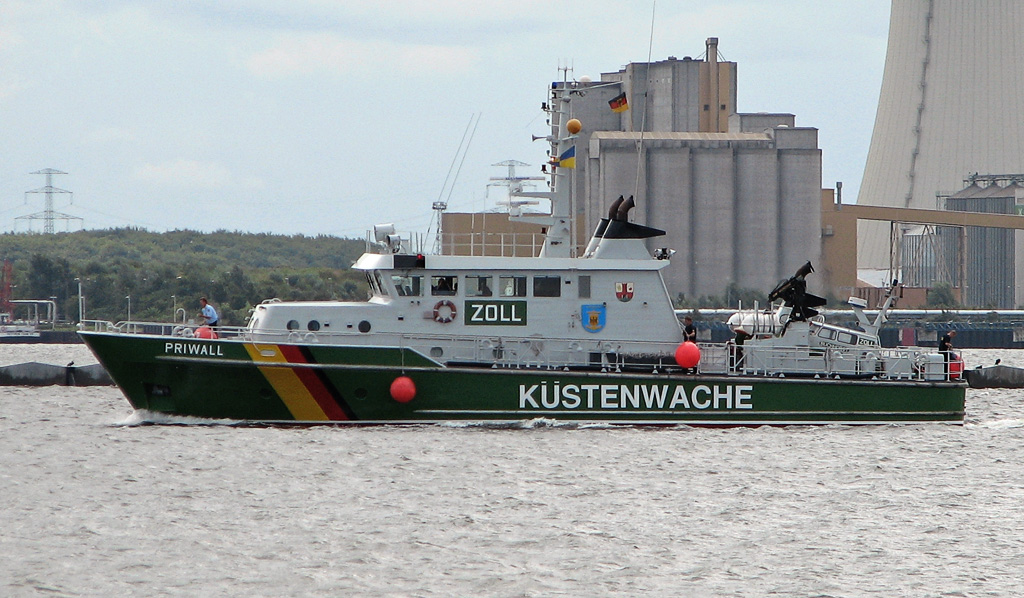
MS Priwall
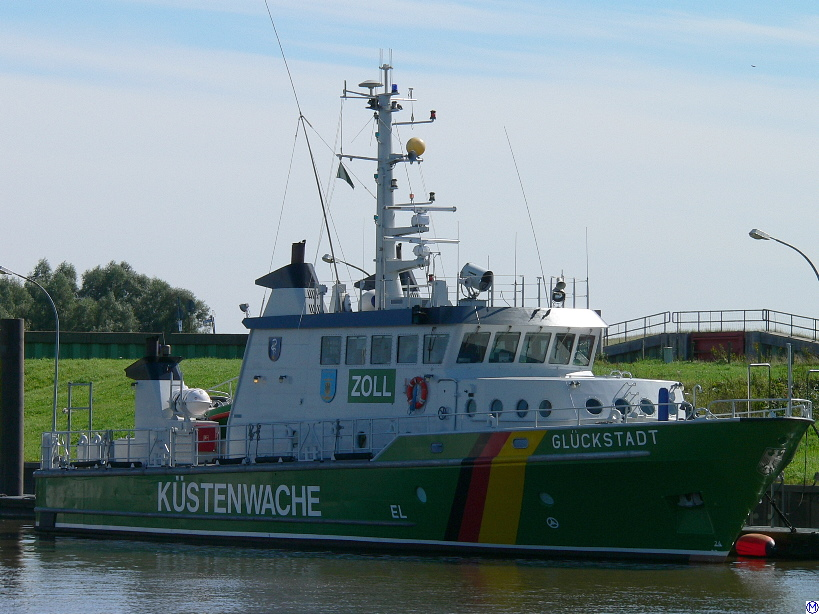
Zollkreuzer Glückstadt
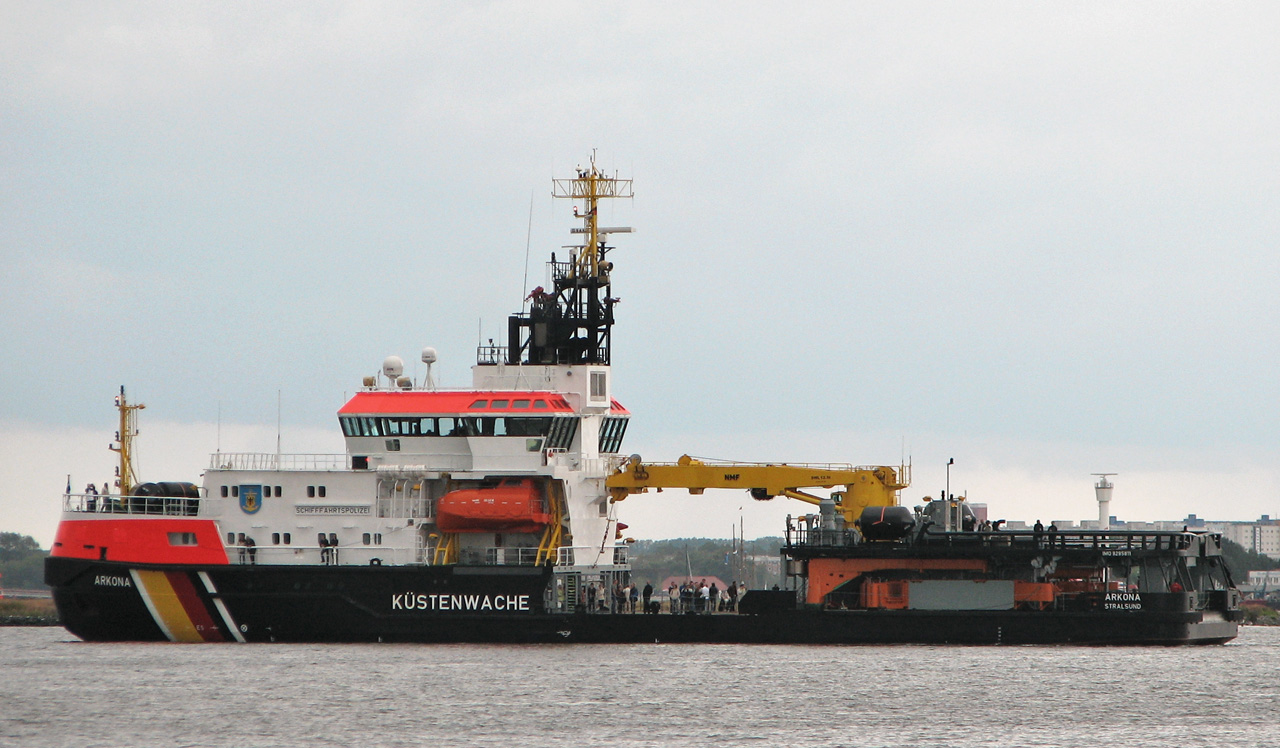
Mehrzweckschiff Arkona
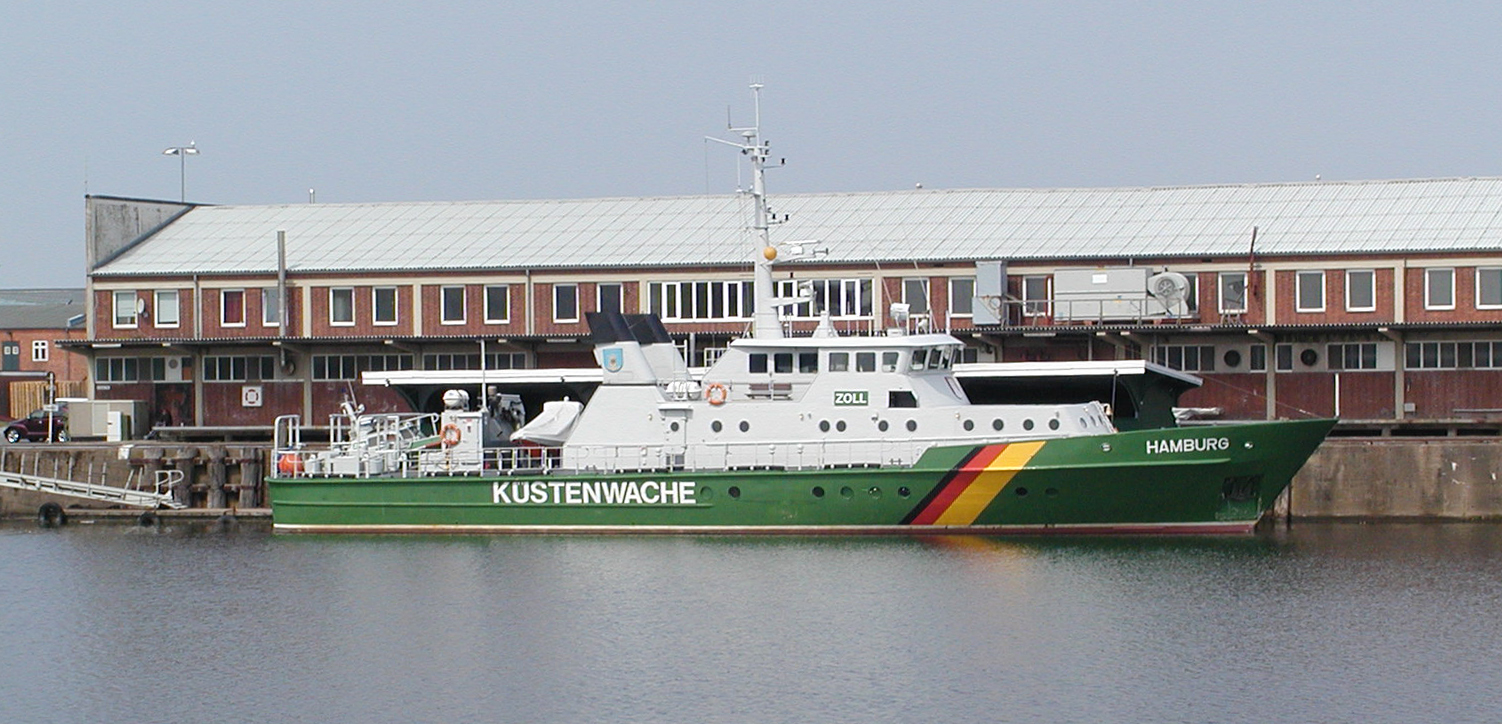
Zollkreuzer Hamburg
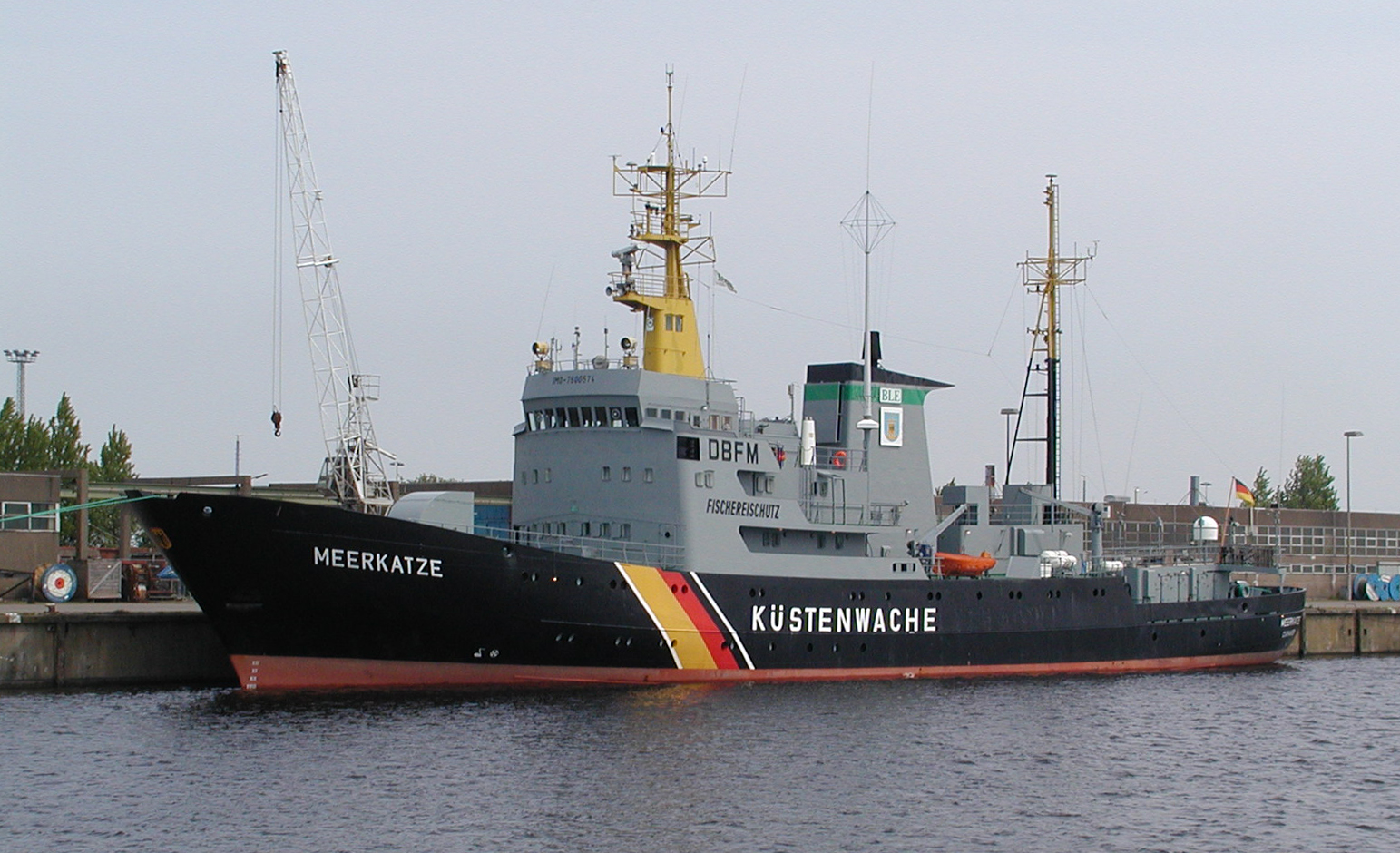
Fischereischutzschiff Meerkatze (BLE)